# Le Moyne

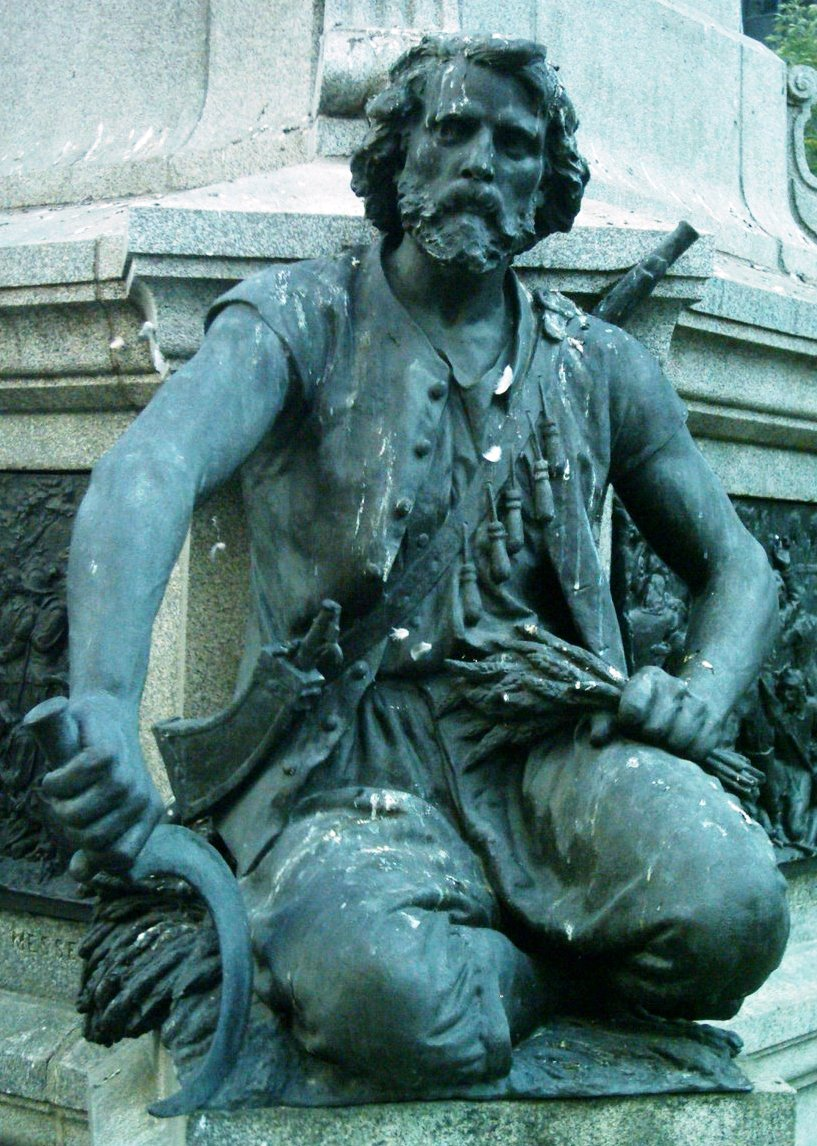
Charles Le Moyne de Longueuil et de Châteauguay.

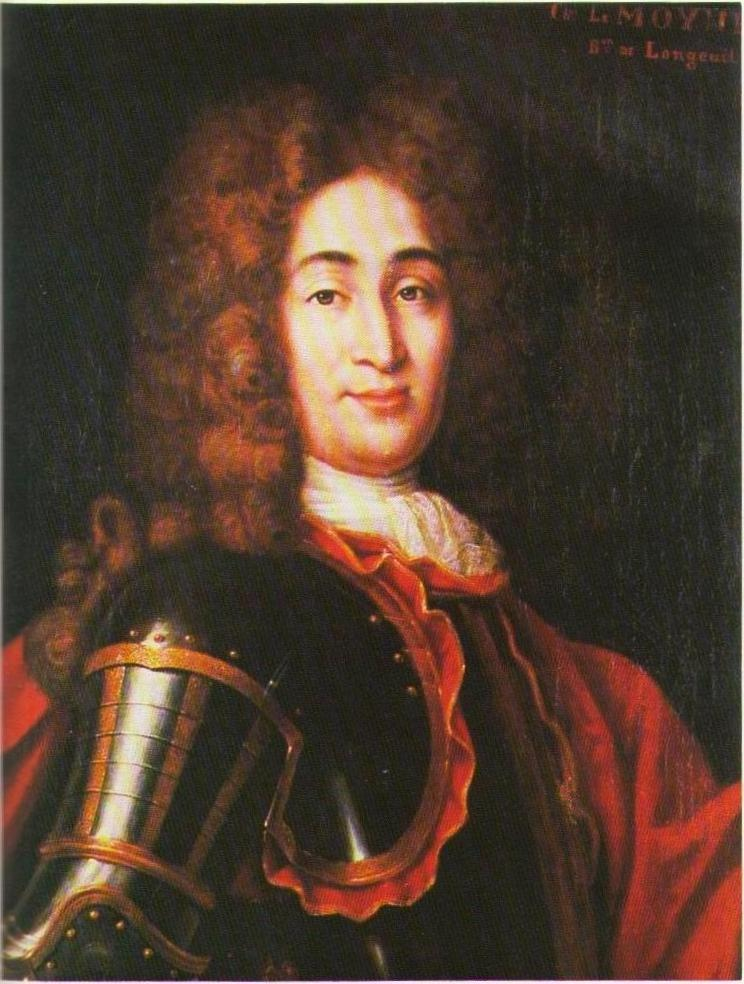
Charles Le Moyne de Longueuil, baron de Longueil.

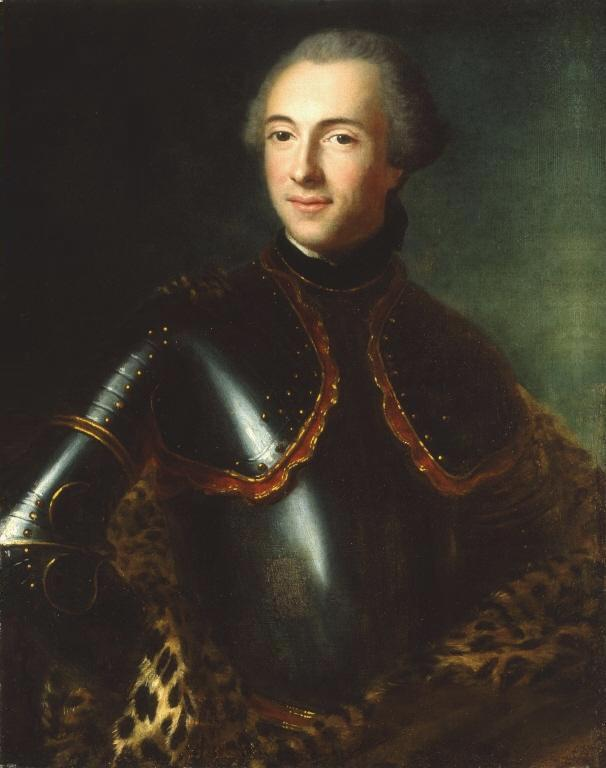
Charles-Jacques Le Moyne de Longueuil, baron de Longueil.

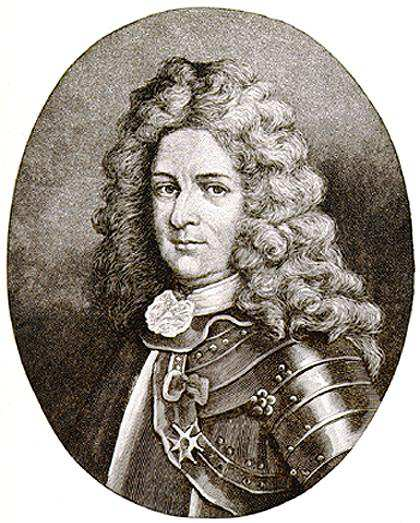
Pierre Le Moyne d'Iberville.

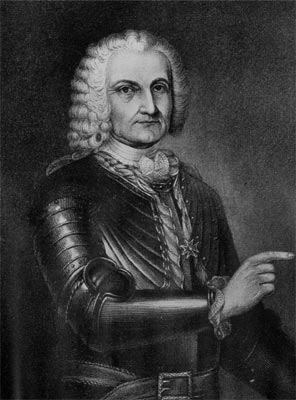
Jean-Baptiste Le Moyne de Bienville.

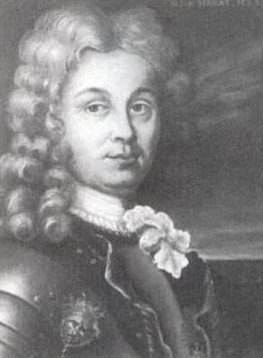
Joseph Le Moyne de Sérigny.

Le Moyne är en fransk-kanadensisk släkt, som spelade en mycket viktig roll i Nya Frankrikes militära historia och upptäckarhistoria under 1600- och 1700-talen.
1. Charles Le Moyne de Longueuil et de Châteauguay (född i Dieppe i Normandie 1626–död i Montréal 1685), var son till värdshusvärden Pierre Le Moyne och hans hustru Judith De Chesne. Han var militär, tolk, köpman och godsherre. Upphöjd i adligt stånd 1668. Gift 1654 i Ville-Marie (Montréal) med Catherine Thierry, adoptivdotter till Antoine Primot och Martine Messier. Med henne hade han två döttrar och tolv söner vilka nästan alla blev namnkunniga.[1][2]
  1. Den föregåendes äldste son, Charles Le Moyne de Longueuil, baron de Longueuil (född i Montréal 1656–död i samma stad 1729), var den ende infödde kanadensare som upphöjdes i friherrligt stånd i Nya Frankrike. Han var officer, riddare av Sankt Ludvigsorden, förhandlare med indiannationerna, guvernör över Trois-Rivières och senare Montréal, tillförordnad generalguvernör över Nya Frankrike. Gift första gången 1681 i Paris eller Versailles med Claude-Élisabeth Souart d’Adoucourt, kammarjungfru hos Frankrikes arvfurstinna. Med henne hade han bland annat sönerna Charles och Paul-Joseph. Gift andra gången, som änkling, 1727 med änkan Marguerite Legardeur de Tilly; äktenskapet var barnlöst.[1][3]
    1. Charles juniors äldste son, Charles Le Moyne de Longueuil, baron de Longueil (född 1687 i Longueuil i Nya Frankrike–död 1755 i Montreál), var officer, riddare av Sankt Ludvigsorden, guvernör över Montréal och tillförordnad generalguvernör över Nya Frankrike. Gift 1730 i Saint-Ours, Québec med Catherine-Charlotte, dotter till framlidne kaptenen Louis-Joseph Le Gouès de Grais. Med henne hade han 18 barn av vilka sex överlevde fadern; två söner vilka blev officerare i marininfanteriet och fyra döttrar.[1][4]
      1. Charles Jacques Le Moyne de Longueuil, Baron de Longueil (född 1724 i Longueuil–död 1755 vid Lake George i New York, var officer, riddare av Sankt Ludvigsorden och stupade i slaget vid Lake George. Gift 1754 i Montréal med änkebaronessan Marie-Anne Fleury Deschambault, dotter till sieur Joseph Fleury Eschambault. De hade en postum tvillingdotter som ärvde faderns titel och en tvillingdotter som dog vid födseln.[5]

    2. Charles juniors andre son Paul-Joseph Le Moyne de Longueuil, kallad chevalier de Longueuil (född 1701 i Longueuil–död 1778 i Port-Louis i Frankrike), var godsherre, officer och guvernör över Trois-Rivières. Gift 1728 med Marie-Geneviève Joybert de Soulanges; äktenskapet hade elva barn av vilka fyra överlevde de tidiga barnaåren.[1][6]
      1. Andre sonen till chevalier de Longueuil, Joseph-Dominique-Emmanuel le Moyne de Longueuil (född 1728 i Soulanges i Nya Frankrike–död 1807), var officer i fransk och brittisk tjänst och ledamot av övre kammaren i Nedre Kanadas lagstiftande församling.[1]

  2. Jacques Le Moyne de Sainte-Hélène (född 1659 i Montréal–död 1690 vid staden Québec), var officer och stupade under de engelska koloniernas anfall på Québec. Ledde överfallet på Schenectady 1690. Gift i Montréal 1684 med Jeanne Dufresnoy Carion med vilken han hade tre barn.[1][7]
  3. Charles seniors tredje och mest namnkunnige son, Pierre Le Moyne d'Iberville et d'Ardillières (född 1661 i Ville-Marie (Montréal)–död 1706 i Havanna), var soldat, skeppskapten, riddare av Sankt Ludvigsorden, upptäcktsresande, kolonisatör, äventyrare, kapare och köpman. Han ledde erövringen av York Factory 1694, erövringen av Fort William Henry 1696, härjningarna på Avalonhalvön 1696–1697 och vann sjöstriden vid York Factory 1697 mot en överlägsen engelsk sjöstyrka. Han grundade 1702 den första franska kolonin i Louisiana. Gift 1693 med Marie-Thérèse, dotter till framlidne kaptenen François Pollet de La Combe-Pocatière, med vilken han hade fem barn.[8][9]
  4. Paul Le Moyne de Maricourt (född i Montréal 1663–död i samma stad 1704), var officer, tolk och förhandlare med indiannationerna. Gift 1691 med Marie-Madeleine, dotter till sigillbevararen och konseljrådet Nicholas Dupont de Neuville. Äktenskapet var barnlöst, men Maricourt var förmyndare för Sainte-Hélènes barn. Han var adopterad av onondagaindianerna med namnet Taouestaouis.[1][10][11]
  5. François Le Moyne de Bienville (född 1666 i Montréal–död 1691 i Repentigny i Nya Frankrike), var officer och stupade i strid med fientliga irokeser.[1][12]
  6. Charles seniors sjätte son, Joseph Le Moyne de Sérigny et de Loire (född 1668 i Montréal–död 1732 i Rochefort i Frankrike, var sjöofficer, riddare av Sankt Ludvigsorden, befälhavare i Louisiana och ståthållare i Rochefort. Han gifte sig i Rochefort med Marie-Élisabeth Héron. De hade två söner och en dotter.[1][13]
  7. Charles seniors tionde son, Louis Le Moyne de Châteauguay (född 1676 i Montréal–död 1694 vid York Factory i Ruperts land), var officer och stupade i strid med fientliga engelsmän.[1][14]
  8. Jean-Baptiste Le Moyne de Bienville (född 1680 i Montréal–död 1767 i Paris, grundare av staden New Orleans. Han var officer, upptäcktsresande och guvernör över Louisiana. Han förblev ogift.[15]
2. Charles seniors äldre bror, Jacques Le Moyne de Sainte-Marie (född i Dieppe i Frankrike 1622–död 1701) flyttade även han till Kanada. Där gifte han sig 1658 med Mathurine Godé.[16] Genom farbroderns beskydd fick deras son Jean-Baptiste tillfälle att utmärka sig i Frankrikes tjänst.
  1. Jean-Baptiste Le Moyne de Martigny et de La Trinité (född 1662 i Montréal–död vid Fort Albany vid James Bay), var officer, godsherre, kommendant över Fort Bourbon vid Hudson Bay och stupade i strid med fientliga engelsmän. Han gifte sig i Québec 1691 med Marie-Élisabeth Guyon Durouvray. De hade en son.[17]
  2. Marguerite Le Moyne de Sainte-Marie kallad du Saint-Esprit (född 1664 i Montréal–död 1746 i samma stad), var nunna och superior vid Notre Dame-kongregationen i Montréal.[18]